# Liste des plantes appelées arbres
La liste des plantes appelées arbres recense les taxons végétaux qui sont appelés « arbre » par leur nom vernaculaire, sans forcément être classées comme arbre d'un point de vue botanique.

## Liste
- Arbre à baume, arbre de baume : divers arbres comme le bursère gommifère (gommart, bursère balsamifère, gommier blanc, gommier de montagne, simarouba, Bursera simaruba (L.) Sarg.), le badamier (amandier-pays, Terminalia catappa L.), l’élémi de Manille (Canarium luzonicum (Blume) A. Gray), etc.
- Arbre à benjoin : Styrax benzoin Dryand.
- Arbre à beurre :
  - Arbre à beurre : karité, Vitellaria paradoxa C. F. Gaertn.
  - Arbre à beurre : bassie butyracée, Diploknema butyracea (Roxb.) H. J. Lam
  - Arbre à beurre, arbre à chandelle, arbre à suif : lami, Pentadesma butyracea Sabine
  - Arbre à beurre des Indes : Madhuca longifolia var. latifolia (Roxburgh) Chevalier, Sapotaceae[1]
- Arbre à boulets de canon, arbre aux boulets de canon : boulet de canon, ayahuma, Couroupita guianensis Aubl.
- Arbre à bourre : arec chevelu, Acanthophoenix rubra (Bory) H. Wendl.
- Arbre à café : chicot du Canada, Gymnocladus dioicus (L.) K. Koch
- Arbre à caoutchouc :
  - Arbre à caoutchouc, arbre du caoutchouc, arbre à la gomme, gommier, ficus à grandes feuilles, figuier caoutchouc, figuier élastique (Ficus elastica Roxb. ex Hornem.)
  - Arbre à caoutchouc (du Congo, de Lagos) : irèk, Funtumia elastica (P. Preuss) Stapf
  - Arbre à caoutchouc, arbre de Para : hévéa, Hevea brasiliensis (Willd. ex A. Juss.) Müll. Arg.
- Arbre à chapelets : Melia azedarach L.
- Arbre à cire :
  - Arbre à cire : céroxylon andicole, palmier à cire, Ceroxylon alpinum Bonpl. ex DC.
  - Arbre à cire : myrica cirier, myrique de Pennsylvanie, Morella pensylvanica (Mirb.) Kartesz
  - Arbre à cire, arbre à suif : myrica cérifère, Morella cerifera (L.) Small
- Arbre à cordes :
  - Arbre à cordes : figuier de l’île Bourbon, bananier du Paradis, figuier d’Adam, plantain des Indes (Musa paradisiaca L.)
  - Arbre à cordes : plusieurs figuiers des îles Mascareignes dont le figuier de l’île Bourbon, ainsi que le bananier du Paradis (figuier d’Adam, plantain des Indes, Musa paradisiaca L.)
  - Arbre à cordes : sponia à petites fleurs, micocoulier bâtard, Sponia micrantha Desc.
- Arbre à couleuvre : frangipanier rouge (Plumeria rubra L.)
- Arbre à encens :
  - Arbre à encens (de la péninsule Arabique), arbre d’encens : oliban (Boswellia sacra Flueck.), de même que diverses espèces d’Amyrides (notamment le baume de Giléad ou baume de Judée, Commiphora gileadensis (L.) C. Chr.) et d’Iciquiers (notamment l’arouaou ou iciquier à sept feuilles, Protium heptaphyllum (Aubl.) Marchand)
  - Arbre à encens de l’Afrique de l’Est : Boswellia neglecta S. Moore
  - Arbre à encens de l’Afrique sahélienne : Boswellia dalzielii Hutch.
  - Arbre à encens d’Inde : boswellie (Boswellia serrata Roxb. ex Colebr.)
- Arbre à faisans, arbre aux faisans : Leycesteria formosa Wall.
- Arbre à farine : néré, caroubier africain, mimosa pourpre (Parkia biglobosa (Jacq.) R. Br. ex G. Don)
- Arbre à fraises, arbre aux fraises : arbre-fraise, arbousier, arbouse, Arbutus unedo L.
- Arbre à franges : chionanthe, Chionanthus virginicus L., Oléacées
- Arbre à gentianes, arbre aux gentianes : Lycianthes rantonnetii (Carrière) Bitter
- Arbre à grives : sorbier des oiseleurs, Sorbus aucuparia L., Rosacées
- Arbre à huîtres : Jacaranda mimosifolia D. Don
- Arbre à huile de bois : abrasin, Vernicia montana Lour.
- Arbre à kiwi : actinidier, Actinidia chinensis Planch.
- Arbre à la gale : Toxicodendron radicans (L.) Kuntze
- Arbre à la glu : houx (Ilex spp.), hippomane biglanduleuse (Sapium glandulosum (L.) Morong)
- Arbre à la gomme : eucalypte (Eucalyptus resinifera Sm.) ; métrosidère (Angophora costata (Gaertn.) Britten) ; arbre à caoutchouc, arbre du caoutchouc, gommier, ficus à grandes feuilles, figuier caoutchouc, figuier élastique (Ficus elastica Roxb. ex Hornem.)
- Arbre à la main : arbre porteur de mains, Chiranthodendron pentadactylon Larreat.
- Arbre à l’ail : cerdane, pardillo, bois de Chypre, Cordia alliodora (Ruiz & Pav.) Oken
- Arbre à lait :
  - Arbre à lait de Caracas, arbre à vache , galactodendre, (Brosimum utile (Kunth) Pittier) mais aussi plusieurs Apocynées et Euphorbiacées qui ont un suc blanc et laiteux :
  - Arbre à lait de Ceylan, asclépias lactifère, kiriaghuma (Gymneura lactiferum, Rob. Br.)
  - Arbre à lait de Démérari, hya-hya (Tabernaemontana utilis Arn.)
  - Arbre à lait du Para, massaranduba (Manilkara huberi (Ducke) A. Chev.)
  - tabaïba, tabayba, euphorbe balsamique (Euphorbia balsamifera Aiton)
  - Rauvolfia viridis Roem. & Schult.
  - Tabernaemontana amygdalifolia Jacq.
- Arbre à la migraine : premne (Premna serratifolia L.)
- Arbre à mastic du Pérou : Schinus molle L.
- Arbre à pain : chataîgnier-pays, Artocarpus altilis (Parkinson) Fosberg, Moracées
- Arbre à palabres, arbre bouteille : baobab (genre Adansonia)
- Arbre à papillons, arbre aux papillons : Buddleia de David, Buddleia davidii Franch.
- Arbre à perruches : asclépiade, herbe aux perruches, herbe à la ouate, Asclepias syriaca L.
- Arbre à perruques : fustet, Cotinus coggygria Bauhin-Miller, Anacardiacées
- Arbre à savon : Sapindus mukorossi Gaertn.
- Arbre à soie, arbre de soie : Albizia julibrissin Durazz.
- Arbre à suif : boiré, Triadica sebifera L.
- Arbre à thé : Melaleuca alternifolia (Maiden & Betche) Cheel
- Arbre à vessies : baguenaudier arborescent, Colutea arborescens L. Fabacées
- Arbre au mastic : Pistacia lentiscus L.
- Arbre au poivre : gattilier, Vitex agnus-castus L., Verbénacées
- Arbre aux anémones : Calycanthus floridus L. Calycanthacées
- Arbre aux cloches d’argent : Styrax japonicus S & Z, Styracacées
- Arbre aux épines du Christ : févier d’Amérique, Gleditsia triacanthos L., Fabacées
- Arbre aux haricots : Catalpa bignonioides Walter
- Arbre aux houppettes : Calliandra eriophylla ou Calliandra haematocephala Benth.
- Arbre aux lis : Liriodendron tulipifera L.
- Arbre aux mamelles : abricotier des Antilles, Mammea americana L.
- Arbre aux mille écus, arbre aux quarante écus : Ginkgo biloba L.
- Arbre aux mouchoirs, arbre aux pochettes : Davidia involucrata Baill.
- Arbre aux perles : Symphoricarpos albus (L.) S. F. Blake, Caprifoliacées
- Arbre aux pistaches : staphylier (staphylier pinné, staphylier à feuilles pinnées), faux pistachier, faux cocotier, nez-coupé, patenôtrier, bois de Saint-Edem (Staphylea pinnata L.)
- Arbre aux pois : Caragana arborescens Lam., Fabacées
- Arbre aux pois buissonnant : Caragana frutex(L.) K. Koch, Fabacées
- Arbre aux queues de renard : sumac de Virginie, Rhus typhinus L., Anacardiacées
- Arbre d’amour, arbre de Judée, arbre de Judes : galnier, Cercis siliquastrum L.
- Arbre d’Anna Paulowna, arbre bouteille, arbre impérial : beaucarnéa, pied d’éléphant, Paulownia tomentosa(Thunb.) Steud.
- Arbre d’argent : chalef, olivier de Bohême, Elaeagnus angustifolia L., Éléagnacées ; aussi protée argenté (du Cap), Leucadendron argenteum (L.) R. Br. (anciennement Protea argentea L.)
- Arbre de fer : parrotie de Perse, Parrotia persica (DC.) C. A. Mey.
- Arbre de Judas : Sambucus nigra L.
- arbre de Josué : Yucca brevifolia Engelm.
- Arbre de Moïse : Pyracantha coccinea, Roem., Rosacées
- Arbre de neige : Chionanthus virginicus L., Oléacées
- Arbre de paradis : Elaeagnus angustifolia L., Éléagnacées
- Arbre des Hottentots : Pittosporum tobira (Thunb.) W. T. Aiton
- Arbre du ciel : Ailanthus altissima (Mill.) Swingle
- Arbre du clergé : Clerodendrum trichotomum Thunb.
- Arbre du voyageur : Ravenala madagascariensis Sonn., Musacées
- Arbre ombelle : parasol, genre Schefflera